# Floscopa scandens
Floscopa scandens là một loài thực vật có hoa trong họ Commelinaceae. Loài này được Lour. mô tả khoa học đầu tiên năm 1790.